# Китайско-марокканские отношения
Китайско-марокканские отношения — двусторонние дипломатические отношения между Китаем и Марокко, которые были установлены в ноябре 1958 года. Государства являются членами Организации Объединённых Наций (ООН).

## Торговля
С 2000 по 2012 год по сообщениями СМИ в Марокко осуществлялось около 36 официальных китайских проектов финансирования развития. Эти проекты варьируются от меморандума о взаимопонимании на сумму 248 миллионов долларов США с Эксим банком Китая для строительства автомагистрали Берхид-Бени Меллал в 2011 году до подписания соглашения о льготном кредите на сумму 150 миллионов юаней в Рабате для строительства и оборудования восьми частных больниц общего профиля в различных регионах Марокко.
В ноябре 2016 года Марокко объявило, что в настоящее время планирует создать новый экономический центр на севере страны при содействии организаций по развитию и китайских транснациональных корпораций, включая: Haite Group, Morocco-China International и BMCE Bank of Africa. Стоимость проекта оценивается в 11 миллиардов долларов США.

## Здравоохранение
В начале пандемии COVID-19 Марокко направило в Китай средства медицинской защиты. 22 марта 2020 года Марокко получило пожертвования из Китая (маски, аппараты ИВЛ и другое медицинское оборудование) для борьбы с COVID-19. В январе 2021 года Марокко получило первые партии доз вакцины от китайской государственной компании Sinopharm, а также от AstraZeneca. Компания Sinopharm провела испытания своей вакцины в Марокко в 2020 году в рамках усилий Китая по проведению глобальной дипломатии в отношении вакцин. Марокко заявляет, что в конечном итоге планирует производить вакцину на местном уровне.

## Права человека
В июне 2020 года Марокко было одной из 53 стран, поддержавших в ООН Закон о защите национальной безопасности в Гонконге.

## Образование
В Марокко были созданы три Института Конфуция: в марте 2008 года в Университете Мухаммеда V; в мае 2012 года в Университете Хасана II в Касабланке; в сентябре 2016 года в Университете Абдельмалека Эссаади.

## Дипломатические представительства
- Китай имеет посольство в Рабате[9][10][11].
- У Марокко имеется посольство в Пекине[12].